# Laxmi Kallicharan
Latchmie Kumarie Vainmati Kallicharran (லட்சுமி குமாரி வான்மதி காளீச்சரன்) (5 de junio de 1951 – 20 de enero de 2002) fue una escritora guyanesa. Fue una de las pioneras en despertar la conciencia cultural indoguyanesa. Su uso de la radio y la televisión para la promoción cultural fue innovadora. También organizó y presentó programas culturales, el primero de los cuales fue Lalla-Rookh. Su primer espectáculo fue llevado a cabo a principios de los años 1970, cuando el partido gobernante Congreso Nacional del Pueblo ofrecía una considerable resistencia a considerar la cultura indo-guyanesa como verdaderamente guyanesa.
Su trabajo incluyó la organización de espectáculos de baile y música, la organización de una importante exposición fotográfica de historia y objetos indo-guyaneses, y la publicación de Shraadanjali (1986), una pequeña antología de poesía indo-guyanesa.
Falleció en un incendio a principios de 2002.